# Авілій Александрійський
Авілій Александрійський (також відомий як Авілій, Савелій, Авіцій, Мілій і Мелій; ? — 95) — третій Папа і Патріарх Александрії.

## Патріарх
Після смерті Аніана Александрійського єпископи-суфрагани та священники області зійшлися з мирянами в Александрії і одноголосно обрали Авілія в грудні (Кіахк) 83 року нашої ери під час правління римського імператора Доміціана.
Хоча деякі історики стверджують, що імператор Доміціан вигнав Авілія з єпископського престолу і посадив на його місце іншого, письмових записів про це не збереглося. Згідно з історичними документами, він залишався на своїй посаді дванадцять років і помер 11 вересня 95 року.

## Поховання
Похований поруч із останками святого євангеліста Марка в церкві Бавкаліса в Александрії.

## Характеристика
Папа Авілій був відомий своєю цнотливістю, побожністю і турботою про християн. Він продовжував утверджувати людей у вірі, і кількість християн зростала в Єгипті, у п'яти західних провінціях і Судані. Під час його понтифікату, єгипетський народ почав відмовлятися від поклоніння ідолам і сповідувати християнство, гуртуючись у спільноти. Незважаючи на те, що найвпливовішою релігією Єгипту було римське язичництво, період його папства відзначається як час миру і спокою для церкви.

## Вшанування
Шанують як святого в різних церквах. Вшанування в коптській церкві припадає на коптський Новий рік 1-го року, що припадає на 11 вересня за григоріанським календарем, а також на 29 серпня і 29 березня в католицькій церкві і 22 лютого в православній церкві.

## Подальше читання
- Холвек, Ф. Г., Біографічний словник святих . Сент-Луїс, Міссурі: B. Herder Book Co. 1924.
- Атія, Азіз С. Коптська енциклопедія . Нью-Йорк: Macmillan Publishing Co., 1991.ISBN 0-02-897025-X